# Toni Morrison
Toni Morrison (rojena Chloe Ardelia Wofford;), ameriška pisateljica, profesorica in nobelovka, * 18. februar 1931, Lorain, Ohio, ZDA, † 5. avgust 2019, New York. 
Morrisonova je ameriška pisateljica, urednica in profesorica. Njeni romani so poznani po epskih temah, živih dialogih in bogato zasnovanih likih. Najbolj je znana po romanih Ljubljena, Solomonova pesem. Nagrajena je s Pulitzerjevo nagrado, prejela pa je tudi Nobelovo nagrado za književnost. Je zaslužna profesorica univerze Princeton.

## Zgodnje življenje in kariera
Toni Morrison je rojena v Lorain, v zvezni državi Ohio. Že zgodaj so ji starši nudili dediščino pripovedi ljudskih pripovedi Afroameričanov. Že zgodaj je veliko brala, krščena je bila pri 12 letih, njeno krstno ime pa je bilo Antonija, zato tudi ime Toni.
Leta 1949 se Morrison vpiše v univerzo Howard, kjer diplomira leta 1953 iz angleškega jezika in književnosti. V univerzi Cornell  vpiše magisterij in ga dokonča 1955. Prvih devet let po študiju uči angleščino na univerzah, tam spozna tudi prvega moža, jamajškega arhitekta, s katerim ima dva otroka, a razmerje se konča leta 1964 z razvezo. Po razhodu izbira delo uredništva, sprva učbenikov, nato tudi leposlovja. Kot urednica ima pomemben vpliv za razširjanje leposlovja temnopoltih v javnosti, oziroma povečanje bralnosti takšne literature.

## Pisateljska kariera
Morrison prične pisati leposlovje kot del neformalne skupine pesnikov in pisateljev Howard univerze, ki so se zbirali, da bi razpravljali o svojih delih. Kratko zgodbo, ki jo je na ta način ponudila v skupini, je kasneje razvila v svoj prvi roman The Bluest Eye (1970). Napisala ga je kot profesorica in mlada mamica dveh otrok.
Njen drug roman Sula, je bil nominiran, tretji roman Solomonova pesem pa je bil deležen prve večje pozornosti v medijih. Njen četrti roman Ljubljena postane izredno uspešna in ljubljenka knjižnih kritikov, nagrajena je tudi s Pulitzerjevo nagrado. Knjiga je tudi adaptirana v film, a Oprah Winfrey in Danny Glover nista prevedla uspeh knjige v enako uspešen finančni uspeh filma. 

### Odnos do feminizma
Četudi se njeni romani tipično nanašajo na temnopolte ženske, Toni Morisson ne vidi svoja dela kot feministična. 

## Kasnejše življenje
Morrison je poučevala angleški jezik na več univerzah, od 1989 pa do upokojitve leta 2006 poučuje v Princetonu.

### Politika
Toni Morisson je demokrat v političnem smislu v ZDA. Podprla je Baracka Obamo, pomembna pa je bila tudi za Billa Clintona, ko je rasno kvalifikacijo pridala celo Billu Clintonu, saj naj bi njegove seksualne afere pomenile krivdo, kakršno doživljajo temnopolti na ulicah.

## Dela
- The Bluest Eye (1970; ISBN 0-452-28706-5)
- Sula (1973; ISBN 1-4000-3343-8)
- Song of Solomon (1977; ISBN 1-4000-3342-X)
- Tar Baby (1981; ISBN 1-4000-3344-6)
- Beloved (1987; ISBN 1-4000-3341-1)
- Jazz (1992; ISBN 1-4000-7621-8)
- Paradise (1997; ISBN 0-679-43374-0)
- Love (2003; ISBN 0-375-40944-0)
- A Mercy (2008; ISBN 978-0-307-26423-7)
- Home (2012; ISBN 0307594165)
- God Help the Child (2015; ISBN 0307594173)

### Otroška literatura ( s svojim sinom Slade-om Morrisonom)
- The Big Box (1999)
- The Book of Mean People (2002)
- Peeny Butter Fudge (2009)

### Stvarna literatura
- The Black Book (1974)
- Playing in the Dark: Whiteness and the Literary Imagination (1992)
- Race-ing Justice, En-gendering Power: Essays on Anita Hill, Clarence Thomas, and the Construction of Social Reality (editor) (1992)
- Birth of a Nation'hood: Gaze, Script, and Spectacle in the O.J. Simpson Case (co-editor) (1997)
- Remember: The Journey to School Integration (April 2004)
- What Moves at the Margin: Selected Nonfiction, edited by Carolyn C. Denard (April 2008)
- Burn This Book: Essay Anthology, editor (2009)